# Michał Doroszenko
Michał Doroszenko (zm. 1628) – hetman kozacki w latach 1622–1628 (z przerwami). Uchodził za doskonałego wodza.
Od 1618 był pułkownikiem kozackim. Brał udział w wyprawie hetmana Sahajdacznego na Moskwę, jak również w kampanii pod Chocimiem w latach 1620–1621.
Za jego rządów zreorganizowano kozaków rejestrowych, tworząc 6 pułków:
- białocerkiewski
- kaniowski
- kijowski
- korsuński
- perejasławski
- czerkaski

Po porażce Kozaków opodal Kryłowa, podpisał z Polakami tzw. ugodę kurukowską m.in. gwarantującą amnestię kozackim powstańcom, do rejestru wpisano 6000 Kozaków.
Brał udział w sprawie tatarskiego chana Mehmeda III Gireja i został zabity w czasy wojny domowej w Krymie.
Dziadek Piotra Doroszenki, hetmana kozackiego w latach 1665–1676.